# Rhamnus esquirolii
Rhamnus esquirolii är en brakvedsväxtart som beskrevs av Lév.. Rhamnus esquirolii ingår i släktet getaplar, och familjen brakvedsväxter. Utöver nominatformen finns också underarten R. e. glabrata.